# Hermas de Roma
Hermas foi um liberto e escritor cristão autor do Pastor de Hermas, um texto do século II. Hermas era irmão do bispo de Roma Pio I, o décimo Papa da Igreja.